# 交叉熵
在信息论中，基于相同事件测度的两个概率分布{\displaystyle p}和{\displaystyle q}的交叉熵（英語：Cross entropy）是指，当基于一个“非自然”（相对于“真实”分布{\displaystyle p}而言）的概率分布{\displaystyle q}进行编码时，在事件集合中唯一标识一个事件所需要的平均比特数（bit）。
给定两个概率分布{\displaystyle p}和{\displaystyle q}，{\displaystyle p}相对于{\displaystyle q}的交叉熵定义为：
{\displaystyle H(p,q)=\operatorname {E} _{p}[-\log q]=H(p)+D_{\mathrm {KL} }(p\|q),\!}
其中{\displaystyle H(p)}是{\displaystyle p}的熵，{\displaystyle D_{\mathrm {KL} }(p\|q)}是从{\displaystyle p}与{\displaystyle q}的KL散度(也被称为p相对于q的相对熵)。
对于离散分布{\displaystyle p}和{\displaystyle q}，这意味着：
{\displaystyle H(p,q)=-\sum _{x}p(x)\,\log q(x).\!}
对于连续分布也是类似的。我们假设{\displaystyle p}和{\displaystyle q}在测度 {\displaystyle r}上是绝对连续的(通常 {\displaystyle r}是Lebesgue measure on a Borel σ-algebra)。设{\displaystyle P}和{\displaystyle Q}分别为{\displaystyle p}和{\displaystyle q}在测度 {\displaystyle r}上概率密度函数。则
{\displaystyle -\int _{X}P(x)\,\log Q(x)\,dr(x)=\operatorname {E} _{p}[-\log Q].\!}

## 源起
在信息论中, 以直接可解编码模式通过值{\displaystyle x_{i}}编码一个信息片段，使其能在所有可能的{\displaystyle X}集合中唯一标识该信息片段，Kraft–McMillan theorem确保这一过程可以被看作一种{\displaystyle X}上的隐式概率分布{\displaystyle q(x_{i})=2^{-l_{i}}}，从而使得{\displaystyle l_{i}}是{\displaystyle x_{i}}的编码位长度。 因此, 交叉熵可以看作每个信息片段在错误分布{\displaystyle Q}下的期望编码位长度，而信息实际分布为{\displaystyle P}。这就是期望{\displaystyle {E}_{p}}是基于{\displaystyle P}而不是{\displaystyle Q}的原因。
{\displaystyle H(p,q)=\operatorname {E} _{p}[l_{i}]=\operatorname {E} _{p}\left[\log {\frac {1}{q(x_{i})}}\right]}
{\displaystyle H(p,q)=\sum _{x_{i}}p(x_{i})\,\log {\frac {1}{q(x_{i})}}\!}
{\displaystyle H(p,q)=-\sum _{x}p(x)\,\log q(x).\!}

## 估计
在大多数情况下，我们需要在不知道分布{\displaystyle p}的情况下计算其交叉熵。例如在语言模型中, 我们基于训练集{\displaystyle T}创建了一个语言模型, 而在测试集合上通过其交叉熵来评估该模型的准确率。{\displaystyle p}是语料中词汇的真实分布，而{\displaystyle q}是我们获得的语言模型预测的词汇分布。由于真实分布是未知的，我们不能直接计算交叉熵。在这种情况下，我们可以通过下式来估计交叉熵:
{\displaystyle H(T,q)=-\sum _{i=1}^{N}{\frac {1}{N}}\log _{2}q(x_{i})}
{\displaystyle N}是测试集大小，{\displaystyle q(x)}是在训练集上估计的事件{\displaystyle x}发生的概率。我们假设训练集是从{\displaystyle p(x)}的真实采样，则此方法获得的是真实交叉熵的蒙特卡洛估计。